# Matt McKay
Matthew Graham "Matt" McKay (n. Brisbane, Australia, el 11 de enero de 1983) es un futbolista australiano. Juega de mediocampista o defensor y su equipo actual es el Capalaba FC de la Queensland Premier League. También es un miembro regular de la selección de fútbol de Australia.
McKay jugó para Brisbane Roar desde su primera temporada en la A-League, además de ser su capitán. Su temporada más exitosa, tanto a nivel internacional como con su club, fue en 2010-11. Ese año lideró al Roar a su primer título de liga en Australia, y jugó un rol fundamental en el subcampeonato obetnido por su selección en la Copa Asiática de 2011. Mckay también fue parte de los socceroos en la Copa Mundial de Fútbol de 2014.

## Trayectoria

### Inicios
McKay estudió en el Brisbane Grammar School y jugó para el equipo de fútbol del colegio. Luego de graduarse, McKay pasó sus años de formación juvenil en el Queensland Academy of Sport y el Australian Institute of Sport. El primer club que fichó a McKay fue el Sunnybank Saints Soccer Club en 1991, que competía bajo el Queensland Christian Soccer Association.  McKay fichó con los Brisbane Strikers de la NSL en 2001, en donde se quedó hasta la conclusión de la temporada 2003-04 de la National Soccer League. El último partido de McKay con los strikers fue una victoria 4-1 sobre Adelaide United Primera Final de Eliminación cuando los strikers solo lograron empatar la serie a 4 goles pero se despidieron del torneo debido a la regla de gol de visitante.

### Brisbane Roar
McKay fichó con uno de los equipos inaugurales de la A-League, el en ese entonces llamado Queensland Roar, antes del inicio de la primera temporada en 2005. McKay recibió el número 15, el cual mantuvo durante toda su carrera en el club. Aunque en un principio había fichado para ser el respaldo del dúo surcoreano más establecido de Hyuk-Su Seo y Tae-Yong Shin, McKay rápidamente obtuvo su oportunidad luego de que Shi sufriera una lesión que terminaría su carrera en el primer partido del club frente al desaparecido New Zealand Knights. Luego de que el capitán del equipo, Craig Moore, dejara el club a mediados de la temporada 2009-10, McKay fue nombrado capitán en su reemplazo. Actualmente es el segundo jugador con más partidos jugados con el Roar, por detrás de Massimo Murdocca que actualmente tiene el récord con 146.
McKay encabezó a Brisbane a su primer título de la A-League y el torneo final en 2011. El Roar terminó primero, y continuó su histórica racha ganadora de 28 partidos (la racha terminó en 36) sin ser derrotados con una milagrosa victoria 4-2 por penales (2–2 luego de tiempo extra) sobre el Central Coast Mariners en la Gran Final de 2011. Se reportó en la prensa luego del partido que un emotivo discurso de McKay al medio tiempo en tiempo extra elevó la moral del Roar lo suficiente como para remontar el complicado déficit de 2-0.
Mientras jugaba para el Roar, McKay pasó el periodo entre temporadas en 2009 a préstamo en el Changchun Yatai F.C. de la Super Liga China, en donde jugó quince partidos.

### Rangers
El 16 de agosto de 2011 Rangers confirmó el fichaje de McKay pendiente de la aprobación de su permiso de trabajo, el cual le fue otorgado tres días después, y una visa de trabajo para el Reino Unido una semana más adelante. McKay hizo su debut con el Rangers frente al Dundee United el 10 de septiembre de 2011, entrando desde la banca en los minutos finales.
El 10 de enero de 2012, McKay jugó y anotó en la victoria 4-1 en un partido amistoso frente al Kilmarnock F.C.. El 12 de enero de 2012, se anunció que había rechazado la opción de ir en calidad de préstamo al Al Ittihad quienes se dijo habían hecho una oferta a Rangers de tomarlo a préstamo con opción a compra.

### Busan IPark
Rangers comenzaron a tener problemas financieros y el 14 de febrero de 2012 una disputa con el HMRC llegó a su cúspide cuando el club entró en administración. Rangers perdieron 10 puntos según las reglas de la liga, lo que los dejó a 14 del líder Celtic FC.
El 22 de febrero de 2012, Rangers confirmó que habían acordado trasnferir a McKay al Busan IPark de Corea del Sur.

### Changchun Yatai
En enero de 2013, McKay firmó un contrato de dos años con el Changchun Yatai de la Super Liga China. En julio de 2013, McKay terminó su contrato con el club luego de un acuerdo mutuo.

### Brisbane Roar
El 11 de agosto de 2013, McKay fue anunciado como el Jugador Estelar Australiano del Brisbane Roar para los siguientes dos años.

## Selección nacional
El 13 de mayo de 2014, McKay fue incluido por Ange Postecoglou, el entrenador de la selección australiana, en la lista preliminar de 30 jugadores con miras a la Copa Mundial de Fútbol de 2014. Semanas después, fue confirmado en la lista final de 23 jugadores el 3 de junio.

### Participaciones en Copas del Mundo
| Mundial                                | Sede                   | Resultado        |
| -------------------------------------- | ---------------------- | ---------------- |
| Copa Mundial de Fútbol Juvenil de 2003 | Emiratos Árabes Unidos | Octavos de final |
| Copa Mundial de Fútbol de 2014         | Brasil                 | Fase de grupos   |

### Participaciones en Copas Asiáticas
| Copa               | Sede  | Resultado  |
| ------------------ | ----- | ---------- |
| Copa Asiática 2011 | Catar | Subcampeón |

## Clubes
| Club                       | País          | Año       |
| -------------------------- | ------------- | --------- |
| Brisbane Strikers FC       | Australia     | 2001-2004 |
| Eastern Suburbs FC         | Australia     | 2004      |
| Brisbane Roar FC           | Australia     | 2005-2011 |
| → Incheon United (cedido)  | Corea del Sur | 2006      |
| → Changchun Yatai (cedido) | China         | 2009      |
| Rangers FC                 | Escocia       | 2011-2012 |
| Busan IPark                | Corea del Sur | 2012-2013 |
| Changchun Yatai            | China         | 2013      |
| Brisbane Roar FC           | Australia     | 2013-2019 |
| Capalaba FC                | Australia     | 2020-     |

## Palmarés

### Campeonatos nacionales
| Título   | Club             | País      | Año  |
| -------- | ---------------- | --------- | ---- |
| A-League | Brisbane Roar FC | Australia | 2011 |

### Distinciones individuales
| Distinción                                                  | Año     |
| ----------------------------------------------------------- | ------- |
| Medalla Gary Wilkins - Brisbane Roar                        | 2006-07 |
| Jugador del Año del Brisbane Roar (Asociación de Jugadores) | 2006-07 |
| Jugador del Año del Brisbane Roar (Socios)                  | 2006-07 |
| Jugador del Año del Brisbane Roar (Asociación de Jugadores) | 2010-11 |
| Jugador del Año del Brisbane Roar (Socios)                  | 2010-11 |
| Jugador del Año del Brisbane Roar (Prensa)                  | 2010-11 |